# David MacMillan
Sir David MacMillan (ur. 25 października 1968 w Bellshill, Szkocja) – brytyjski chemik, laureat Nagrody Nobla w 2021 z chemii (wraz z Benjaminem Listem) za wkład w rozwój asymetrycznej katalizy organicznej.

## Nagrody i wyróżnienia
- 2004 Corday-Morgan medal of Royal Institute of Chemistry[2]
- 2012 członek Royal Society (FRS)[3]
- 2012 członek Amerykańskiej Akademii Sztuk i Nauk[4]
- 2013 członek Corresponding Fellow of the Royal Society of Edinburgh(inne języki) (FRSE)[5]
- 2015 Harrison Howe Award
- 2017 Ryoji Noyori Prize[6]
- 2018 członek National Academy of Sciences
- 2021 Nagroda Nobla
- 2023 tytuł szlachecki i Odznaka Rycerza Kawalera[7]